# كينجي كوساكا
كينجي كوساكا هو سياسي ياباني، ولد في 12 مارس 1946 في ناغانو في اليابان، وتوفي في 21 أكتوبر 2016. حزبياً، نشط في الحزب الليبرالي الديمقراطي الياباني وحزب التجدد الياباني وحزب الآفاق الجديدة. وقد انتخب وزير التربية والثقافة والرياضة والعلوم والتقانة ‏ (31 أكتوبر 2005 – 26 سبتمبر 2006) وفي 2010 Japanese House of Councillors election ‏، انتخب عضو مجلس المستشارين (2010 – 2016) وانتخب عضو مجلس النواب من اليابان (1990 – 2009).